# محمد كمال (دبلوماسي)
محمد كمال إسماعيل (أبو فاروق؛ وُلِد في 1916 – تُوفي في 25 أغسطس 1992) سياسي ودبلوماسي أردني فلسطيني، وهو مؤسس التلفزيون الأردني عام 1966، وأول رئيس له.

## نشأته وحياته
وُلِد محمد كمال إسماعيل عام 1916 في بلدة عنبتا في محافظة طولكرم بالضفة الغربية. تخرج من الجامعة الأمريكية في بيروت بتخصص العلوم السياسية والاقتصاد، ثم عاد إلى فلسطين بعد تخرجه، وعمل في معهد خضوري في مدينة طولكرم (جامعة فيما بعد)، ثم عين مراقبًا للمطبوعات في فلسطين.

## مناصبه
- مؤسس التلفزيون الأردني عام 1966، ورئيس التلفزيون منذ تأسيسه وحتى عام 1984.[5]
- سفير الأردن لدى الولايات المتحدة الأمريكية، منذ عام 1985 وحتى عام 1988.[3]
- عضو مجلس الأعيان الأردني الخامس عشر، منذ 12 يناير 1988 وحتى 23 نوفمبر 1989.[6]
- عضو مجلس الأمة الأردني، منذ 12 يناير 1988 وحتى 23 نوفمبر 1989.
- عضو مجلس الأعيان الأردني السادس عشر، منذ 23 نوفمبر 1989 وحتى وفاته في 25 أغسطس 1992.[7]
- عضو مجلس الأمة الأردني، منذ 23 نوفمبر 1989 وحتى وفاته في 25 أغسطس 1992.

## أوسمة
- وسام الاستقلال الأردني من الدرجة الأولى.[3]
- وسام الكوكب الأردني من الدرجة الثانية.[3]
- وسام من سوريا.[3]
- وسام من إيطاليا.[3]
- وسام من الفاتيكان.[3]
- وسام من بريطانيا.[3]
- وسام مئوية الدولة الأردنية، من الملك الأردني عبد الله الثاني بن الحسين، وذلك بتاريخ 25 مايو 2021.[8]

## وفاته
تُوفي محمد كمال بتاريخ 25 أغسطس 1992.